# Operation Wolf
Operation Wolf (オペレーションウルフ) est un jeu vidéo de tir au pistolet développé et édité par Taito sur borne d'arcade en 1987.

## Système de jeu
Le joueur incarne un soldat tentant de libérer des prisonniers de guerre d'un camp d'Amérique du Sud. Le jeu propose six environnements différents. Les ennemis attaquent avec des couteaux, des mitrailleuses, des roquettes ou même en hélicoptère. Le ravitaillement, tel que des munitions, grenades ou boissons énergisantes, apparaît après avoir touché des soldats mais aussi en atteignant par exemple des noix de coco, des condors ou des poulets.

## Versions
Operation Wolf est sorti en 1987 en salle d'arcade.
L'éditeur anglais Ocean Software a adapté le jeu sur divers ordinateurs personnels. Les versions Amiga, Atari ST, Commodore 64, MSX, Amstrad CPC et ZX Spectrum sont sorties fin 1988/début 1989. Ocean France a réalisé les portages sur Amiga et Atari ST. Les versions américaine et japonaise (MSX) ont été éditées par Taito. Des versions DOS et NES (1989), FM Towns et PC Engine (1990) et Master System (1991) ont également été éditées.
Le jeu est également disponible depuis 2005 sur PlayStation 2, Xbox et Windows à travers les compilations Taito Legends et Taito Memories.

## La série
- 1987 - Operation Wolf
- 1988 - Operation Thunderbolt
- 1994 - Operation Wolf 3
- 1998 - Operation Tiger